# Рогозина
Рогози́на (болг. Рогозина) — село в Добрицькій області Болгарії. Входить до складу общини Генерал-Тошево.

## Населення
За даними перепису населення 2011 року у селі проживали 150 осіб.
Національний склад населення села:
| Національність   | Кількість осіб | Відсоток |
| ---------------- | -------------- | -------- |
| турки            | 68             | 56,7%    |
| болгари          | 33             | 27,5%    |
| цигани           | 17             | 14,2%    |
| Всього відповіли | 120            |          |

Розподіл населення за віком у 2011 році:
Динаміка населення: